# Tombes des géants d'Arzachena
Les Tombes des géants d'Arzachena, aussi appelées Tombes des géants de la Gallura, sont un ensemble de sites archéologiques nuragiques (Âge du bronze) situés dans la commune d'Arzachena, dans la région historique de la Gallura, dans la province de Sassari, dans le nord-est de la Sardaigne, en Italie. Elles comprennent le tombeau des géants de Coddu Vecchiu, à proximité du nuraghe La Prisgiona, et les tombes de Capichera et de Li Lolghi.

## Situation
Les tombes d'Arzachena, anciennes sépultures collectives, font partie des tombes des géants du nord et du centre de la Sardaigne, parmi les plus connues, et des 31 sites nuragiques sardes candidats à l'inscription au Patrimoine mondial de l'UNESCO,,.
Située non loin d'Arzachena, la nécropole de Li Muri fait partie des « sites les plus intéressants du mégalithisme sarde » et des sites archéologiques de la Gallura orientale. Elle date de la période prénuragique.

## Description
La tombe des géants de Li Lolghi est longue d'environ 27 mètres.
Le tombeau des géants de Coddu Vecchiu présente une façade composée de plusieurs mégalithes fichés en terre, encadrant une grand monolithe à fronton sculpté, en bas duquel est percé un orifice qui sert d'entrée,.

## Galerie

Tombeau des géants de Coddu Vecchiu
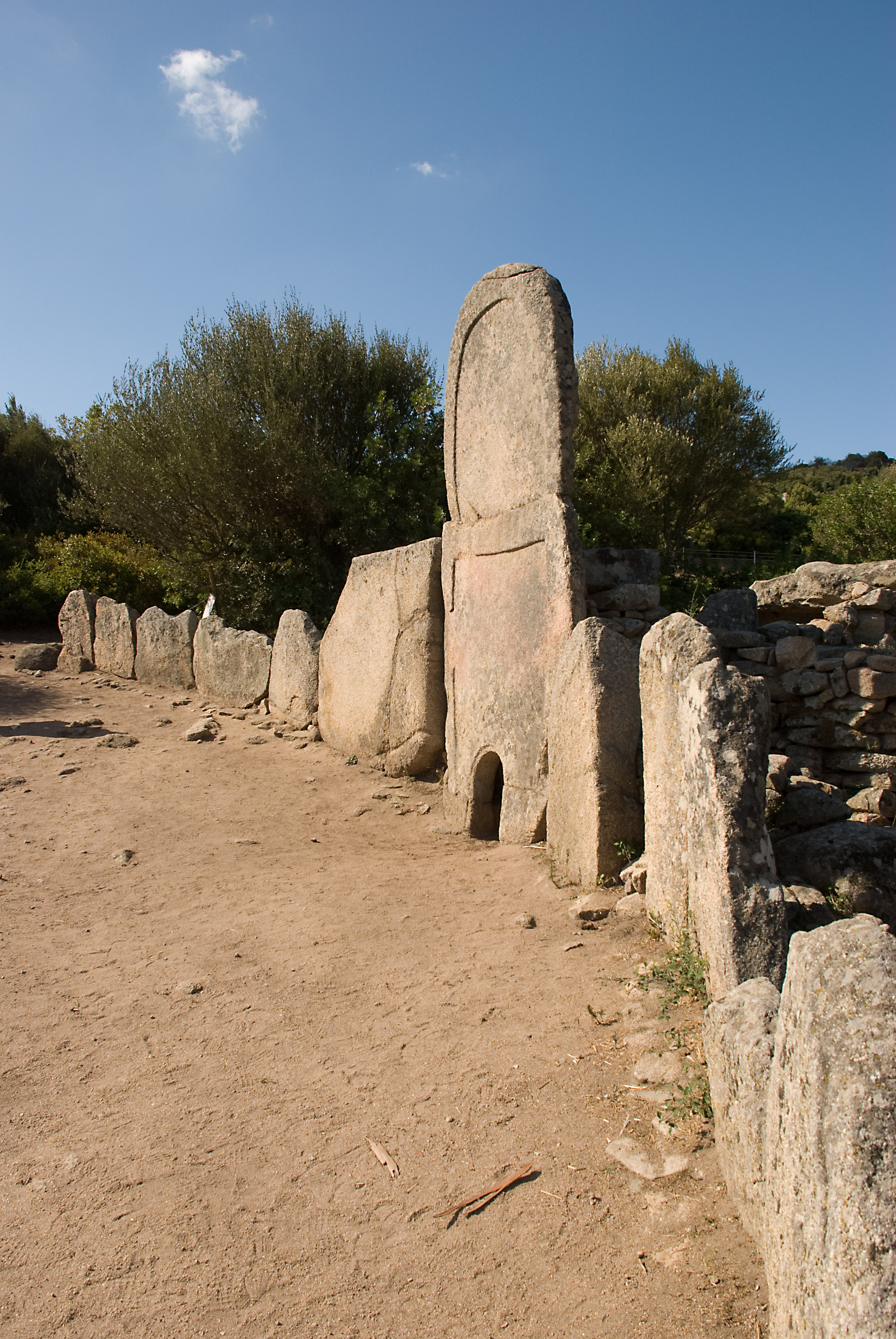
Façade de mégalithes
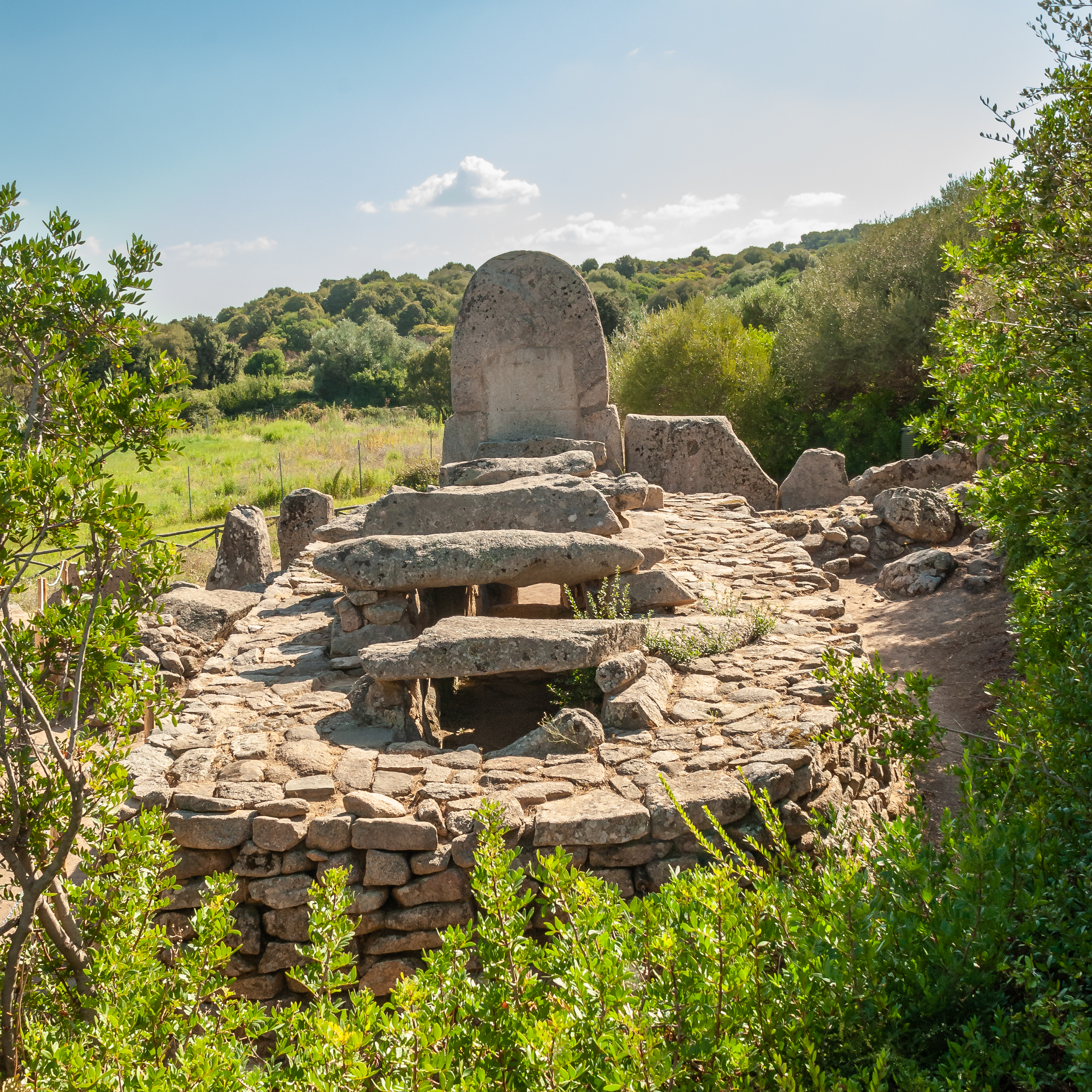
Vue depuis l'arrière de la tombe
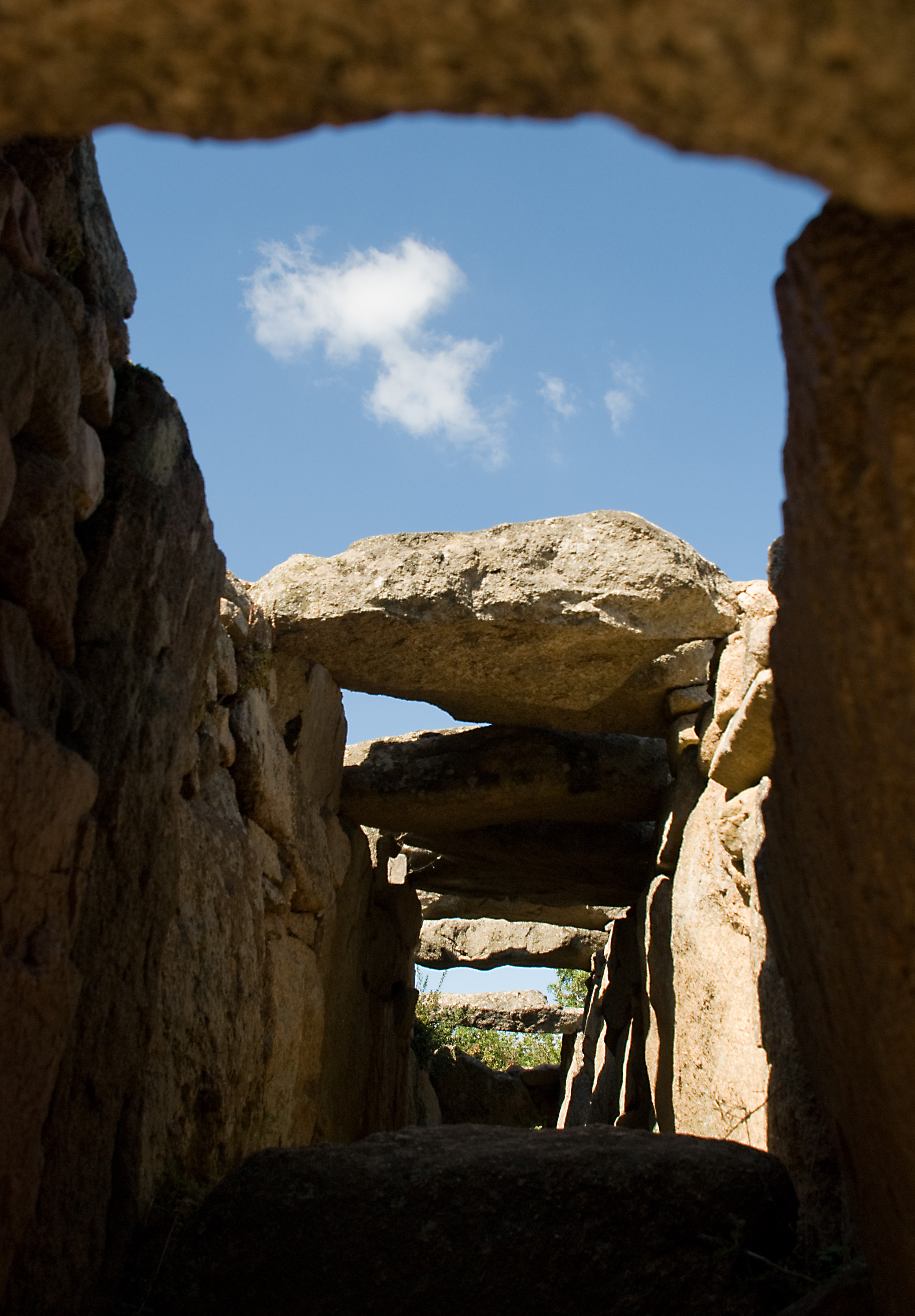
Vue de l'intérieur vers l'arrière
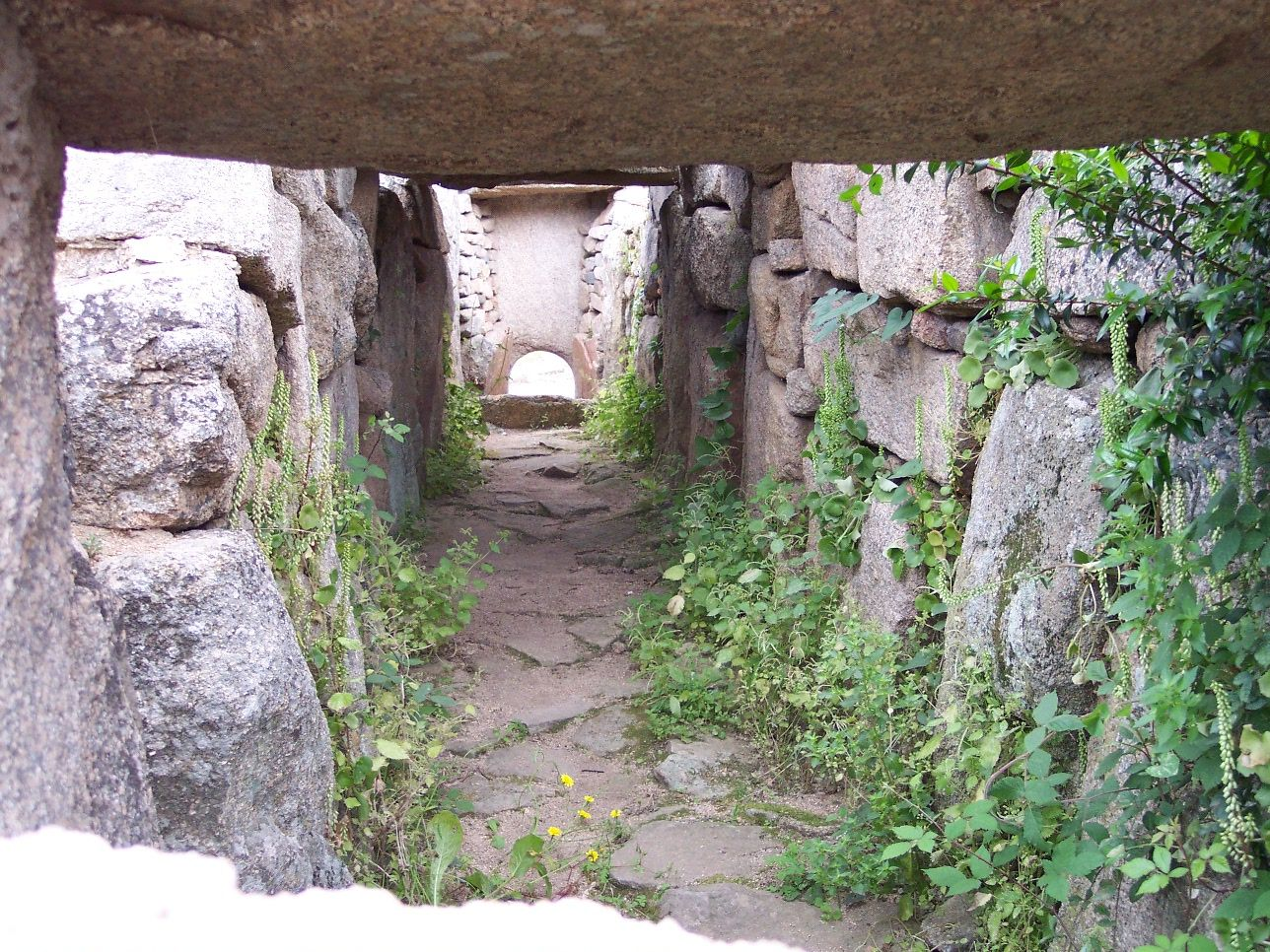
Vue de l'intérieur vers l'avant